# Joan Walter i Casals
Joan Walter i Casals (Badalona, 1918 - Badalona,18 de març de 2010) va ser un empresari català i president del Joventut de Badalona en la temporada 1966-67.
Walter, propietari de l'empresa Pintures Badalona, va aportar el segon patrocinador de la història del club: Kalso. Sota el seu mandat el Joventut va aconseguir la primera lliga de la seva història, sota la direcció d'Eduard Kucharski i amb el pivot Alfonso Martínez com a màxim anotador del campionat. L'any 1966 va fundar "Amics del Joventut", un grup de socis que actuaven com a mecenes de l'entitat badalonina, juntament amb Fabián Estapé, José Torras Trías i Antoni Mas Vilalta.